# Mirjana Dasović
Mirjana Dasović (serbisch-kyrillisch Мирјана Дасовић, * 12. September 2001) ist eine serbische Leichtathletin, die sich auf das Kugelstoßen spezialisiert hat.

## Sportliche Laufbahn
Erste internationale Erfahrungen sammelte Mirjana Dasović im Jahr 2022, als sie bei den U23-Mittelmeer-Meisterschaften in Pescara mit einer Weite von 13,45 m den vierten Platz belegte. Im Jahr darauf wurde sie bei der 2. Liga der Team-Europameisterschaft im Rahmen der Europaspiele in Chorzów mit 13,64 m Elfte, ehe sie bei den U23-Europameisterschaften in Espoo mit 13,83 m in der Qualifikationsrunde ausschied. Daraufhin belegte sie bei den Balkan-Meisterschaften in Kraljevo mit 13,64 m den siebten Platz.
2021 wurde Dasović serbische Meisterin im Kugelstoßen im Freien sowie 2022 und 2023 in der Halle.